# 神戸海星女子学院小学校
神戸海星女子学院小学校（こうべかいせいじょしがくいんしょうがっこう）は、兵庫県神戸市灘区青谷町に所在する私立女子小学校。

## 概要
設立母体は1859年にレーヌ・アンティエによってフランスのブルゴーニュ地域圏ソーヌ＝エ＝ロワール県ショファイユで創立されたローマ・カトリック教会の女子修道会「ショファイユの幼きイエズス修道会」。現在の経営母体は、1877年（明治10年）に創立されて、イタリア･ローマに本部を構えるローマ・カトリック教会の女子修道会「マリアの宣教者フランシスコ修道会」である。福岡に姉妹校がある。

## 沿革
- 1951年3月 - 神戸海星女子学院を設立
- 1951年4月 - 現在地に移転
- 1973年6月 - 小学校新校舎落成 室内温水プール完成
- 1974年4月 - 週5日制となる
- 1975年11月 - 設立25周年記念式典挙行
- 2000年12月 - 創立50周年記念式典挙行
- 2010年4月 - 土曜日授業再開

## 卒業生
- 河野ゆかり（タレント）